# Arholma-klass

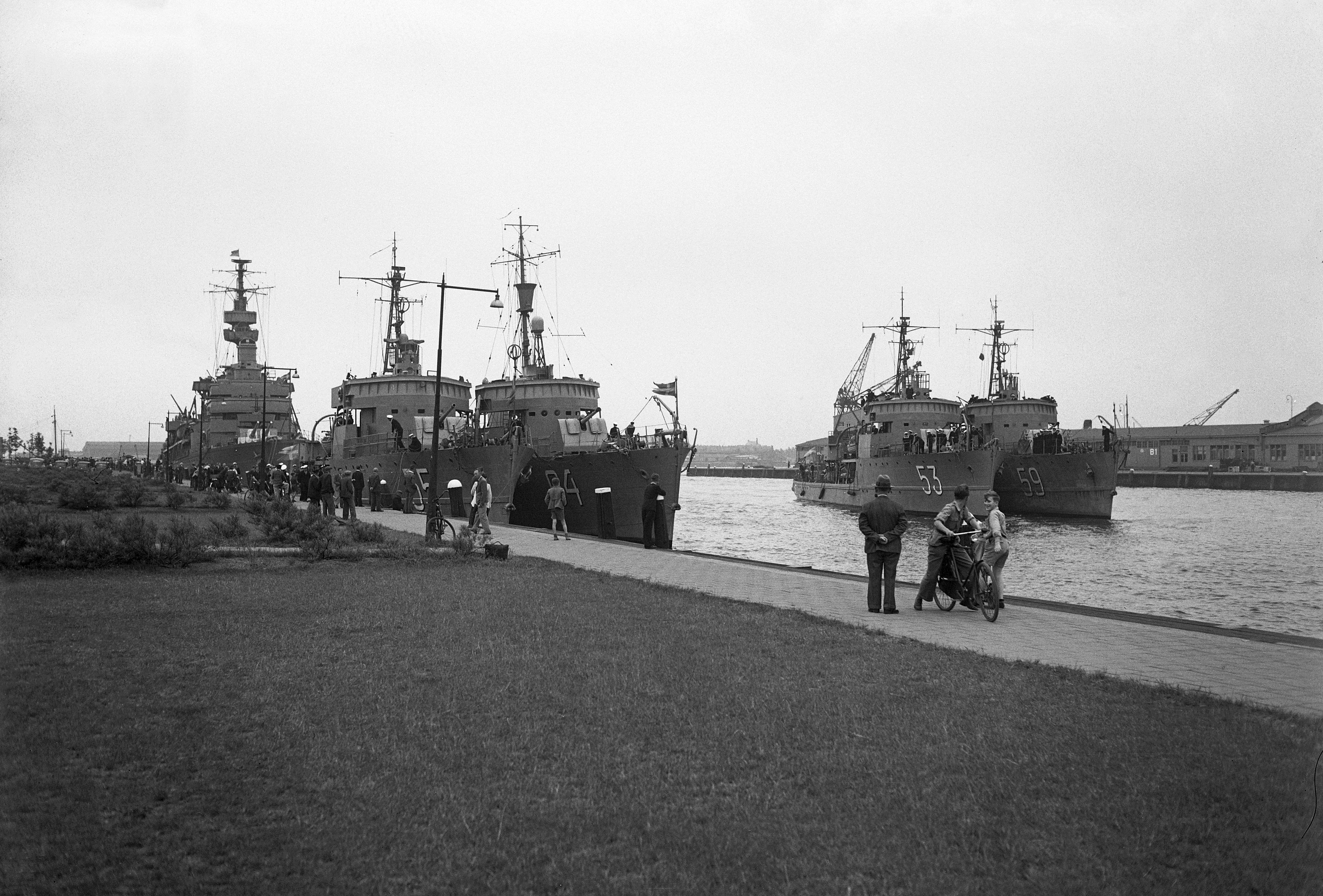
Fyra minsvepare av Arholma-klass på flottbesök i Rotterdam, juni 1950.

Arholma-klass även Minsvepare typ Arholma var en serie på 14 stycken (2+12) svenska minsvepare byggda 1937–1940 i stål som snabbproducerades under andra världskriget. Fartygen ritades av skeppsbyggaren Tore Herlin.  
HMS Arholma (53) och HMS Landsort (54) sjösattes redan 1937 och med bakgrund av dessa beslutades det av Kungl maj:t den 17 november 1939 att bygga sex fartyg. Den 9 februari 1940 kom beslut att ytterligare sex fartyg skulle byggas. De kunde byggas på rekordtid då sju olika varv anlitades. De återstående 12 fartygen kunde därför sjösättas 1940–1941. Fartygen utrangerade mellan 1959 och 1967. Alla skrotades utom HMS Bremön (55) som 11 juni 1987 överlämnades till Marinmuseet i Karlskrona och ligger numera förtöjd vid Stumholmen.

## Fartyg i klassen

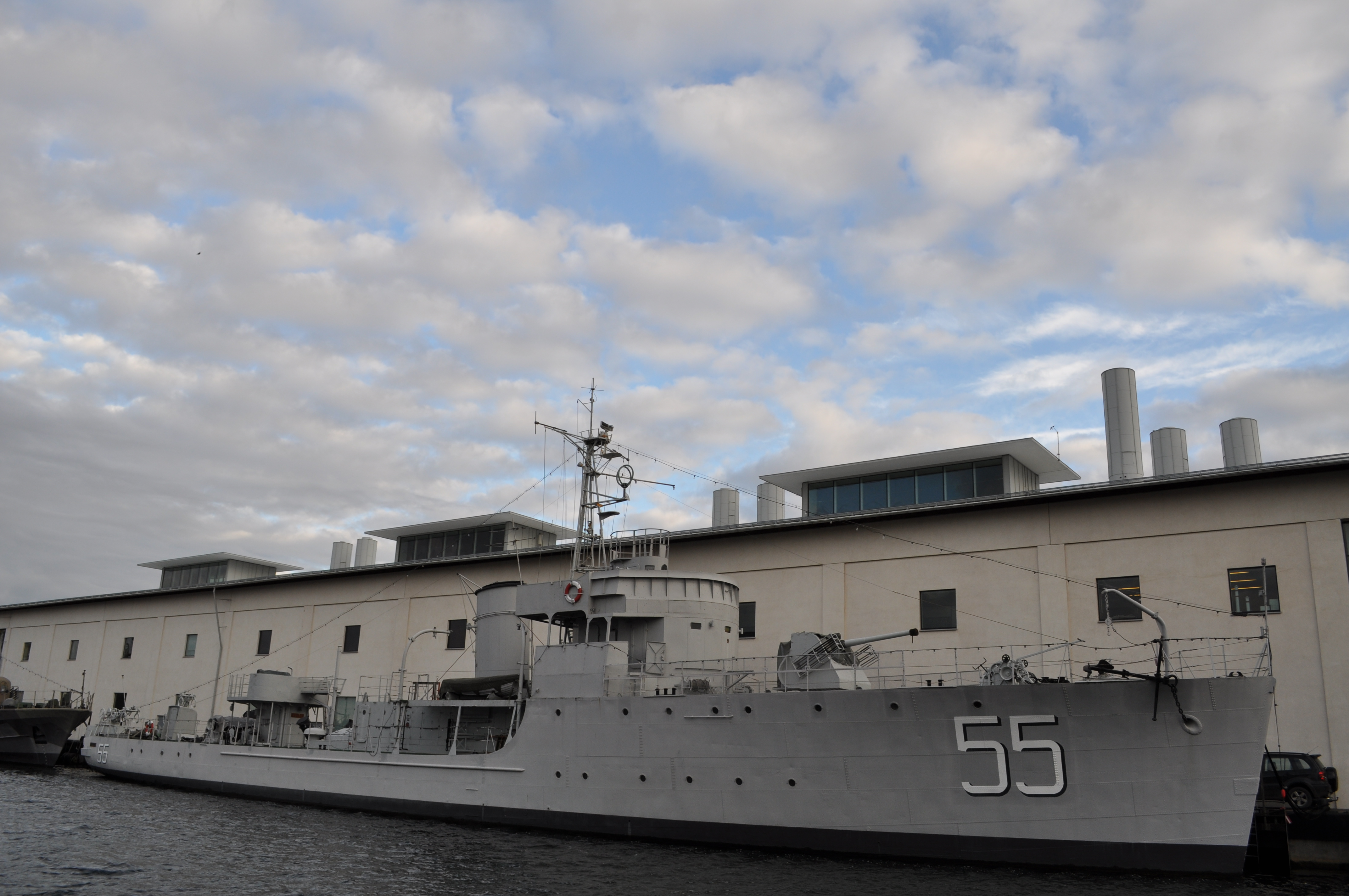
på Marinmuseum, 2009.

- HMS Arholma (53)
- HMS Landsort (54)
- HMS Bremön (55)
- HMS Holmön (56)
- HMS Sandön (57)
- HMS Ulvön (58)
- HMS Bredskär (59)
- HMS Grönskär (60)
- HMS Ramskär (61)
- HMS Örskär (62)
- HMS Koster (63)
- HMS Kullen (64)
- HMS Vinga (65)
- HMS Ven (66)